# Huàn tǔ
Huàn tǔ, anche noto col titolo internazionale A Land Imagined, è un film del 2018 scritto e diretto da Yeo Siew Hua.

## Trama
Un detective affetto da insonnia indaga sulla misteriosa scomparsa di un immigrato cinese che lavorava come operaio in un sito edilizio su terra sottratta al mare, imbattendosi in una storia di caporalato e alienazione.

## Distribuzione
Il film è stato presentato in anteprima al 71º Festival di Locarno il 7 agosto 2018. Ha avuto la sua anteprima in patria al Singapore International Film Festival l'8 dicembre 2018, venendo distribuito nelle sale cinematografiche singaporiane da MM2 a partire dal 21 febbraio 2019.

## Riconoscimenti
- 2018 – Festival di Locarno
  - Pardo d'oro
- 2018 – Semana Internacional de Cine de Valladolid 
  - Miglior fotografia a Hideho Urata